# Rohuneem
Rohuneem är en udde i norra Estland. Den ligger i Viimsi kommun i landskapet Harjumaa, 15 km norr om huvudstaden Tallinn. Den utgör halvön Viimsi poolsaar nordligaste udde. Rohuneem är beläget där Finska viken är som smalast, 49 kilometer norrut ligger udden Porkala på finländska fastlandet. Strax utanför Rohuneem ligger Ulfsö och de två mindre skären Gräsören och Kummelskär. Byn Rohuneeme ligger vid udden.
Terrängen inåt land är platt.
Klimatet i området är tempererat. Årsmedeltemperaturen i trakten är 5 °C. Den varmaste månaden är augusti, då medeltemperaturen är 17 °C, och den kallaste är februari, med −2 °C.